# Burning Up
«Burning Up» — песня американской певицы и автора композиции Мадонны из её дебютного альбома.
Она была выпущена в качестве второго сингла 9 марта 1983 года; в некоторых странах сингл издавался с песней «Physical Attraction» на стороне «Б».
Ранее Мадонна представила демоверсию песни лейблу Sire Records, который дал возможность композиции стать синглом, только после того как её первый сингл «Everybody» стал танцевальным хитом.
Мадонна работала совместно с Регги Лукасом, который был продюсером сингла, а Джон Бенитес предоставил гитарные рифы и бэк-вокалистов.
В музыкальном плане, песня включает в себя такие инструменты как бас-гитары, синтезаторы и ударные, а текст песни рассказывает об отсутствии стыда у певицы, объявившей о своей страсти к возлюбленному.
Выпущенная песня, совместно с «Physical Attraction» на стороне «Б», получила смешанные отзывы от современных критиков и авторов, которые отмечали мрачность и назойливость песни, однако, хвалили её танцевальные ритмы.
Коммерчески сингл не был успешен нигде, кроме танцевального чарта в Соединенных Штатах, где достиг третьей строчки и австралийских чартов, где он был в первой двадцатке хитов.
После ряда живых выступлений в клубах в поддержку сингла, песня была добавлена в сет-лист тура The Virgin Tour 1985 года.
В 2004 году в рамках тура Re-Invention World Tour и в 2015 во время Rebel Heart Tour песня исполнялась с электрогитарой.
Музыкальное видео изображает Мадонну в классических смиренных женских позах, извивающейся от страсти на пустой дороге ради своего возлюбленного, который появляется за её спиной, за рулем автомобиля.
Видео заканчивается сценой, где Мадонна ведёт автомобиль, обозначая таким образом, что главной всегда была она.
Многие авторы отмечали, что с видео «Burning Up» начал формироваться образ Мадонны, как женщины, которая берёт верх над пошатнувшейся мужской сексуальностью.

## История создания
В 1982 году Мадонна, живя в Нью-Йорке, пыталась построить свою музыкальную карьеру. У неё была собственная группа, в которой её парень из Детройта Стивен Брей был ударником. Прекратив играть хард-рок, они подписали контракт со звукозаписывающей компанией Gotham Records и начали играть в жанре фанк. Вскоре они бросили эту затею.
У Мадонны имелись при черновые кассеты с записями трёх песен: «Everybody», «Ain’t No Big Deal» и «Burning Up». Она представила «Everybody» диджею Марку Каминсу, который после прослушивания песни пригласил Мадонну в компанию Sire Records, где она подписала контракт на запись сингла. Когда «Everybody» достиг статуса танцевального хита, Sire Records преследовала цель записать для Мадонны альбом. Однако певица приняла решение, что не будет работать ни с Бреем, ни с Каминсом, а вместо этого выбрала продюсера от студии Warner Brothers Регги Лукаса. Майкл Розенблатт, управляющий отделом по поиску талантов в Sire Records объяснил это Каминсу так, что они искали продюсера у которого уже есть большой опыт работы с певцами, поэтому они назначили на эту должность Лукаса. Он вывел Мадонну в большой мир поп-музыки и спродюсировал для неё «Burning Up» и «Physical Attraction».
Во время записи Лукас радикально изменил структуру демоверсий песен. Мадонна не приняла эти изменения, поэтому пригласила Джона Бенитеса, который работал диджеем в клубе Funhouse Disco, чтобы он сделал на песни ремиксы. Он добавил несколько гитарных рифов и вокал в «Burning Up». Sire Records поддержала сингл, организовав Мадонне ряд живых выступлений с ним в клубах Нью-Йорка. Также они наняли стилиста и дизайнера по украшениям Мариполь, которая помогала Мадонне подготовиться для съёмки на обложку сингла. Обложка для 12-дюймового танцевального сингла «Burning Up» была разработана Мартином Бергойном.
Сингл был выпущен 9 марта 1983 года.

## Композиция
С музыкальной точки зрения аранжировка «Burning Up» полностью состоит из басов, одиночной гитары и драм-машины.
В ранней версии записи гитарные рифы отсутствовали.
Используемый в песне том-том ритм напоминал записи певца Фила Коллинза.
В композиции также использовались электрогитары и большинство современных синтезаторов того времени.
В припеве повторяются три одинаковых строчки стихов, в то время как мост состоит из серии двусмысленностей относительно текста песни, в котором описывается то, что Мадонна готова сделать ради своего возлюбленного, а также, что она индивидуальная и бесстыдная.
Согласно музыкальным документам, опубликованным на Musicnotes.com компании Alfred Publishing, «Burning Up» написана в стандартном размере такта с танцевальным темпом 138 ударов в минуту.
Песня написана в тональности си минор, вокал Мадонны — в диапазоне нот от A3 до B4.
Композиция состоит из базовой последовательности аккордов: Bm-Bm-A-E.

## Восприятие

### Отзывы критиков
Рикки Руксби, автор книги Madonna: The Complete Guide to Her Music отметил, что песня была значительно слабее, по сравнению с другими синглами, такими как «Lucky Star» и «Borderline».
Сэл Синкуемани из Slant Magazine обозначил трек как раздражающий и панкоподобный.
Стивен Томас Эрлевайн из Allmusic заметил, что в «Burning Up» и «Physical Attraction» присутствует мрачность и сексуальная назойливость.
Дон Шеви из Rolling Stone назвал песню «простым материалом», при этом похвалил трек на стороне «Б»: «„Physical Attraction“ практически является краткой историей гулянок в средней школе, при этом скрыто ссылается на песни: „Cherish“ группы The Association и „Physical“ Оливии Ньютон-Джон».
Роберт Кристгау назвал 12-дюймовую пару «Burning Up» и «Physical Attraction» электро-порнографией.
Автор книги Madonna’s Drowned Worlds Сантьяго Фуз-Эрнандес похвалил песню за ритмичную танцевальную музыку.
Джим Фарбер из Entertainment Weekly отметил, что Мадонна может играть рок и «Burning Up» это доказала.

### Коммерческий успех
Как и предшественник «Everybody», сингл «Burning Up» не вошёл в чарт Billboard Hot 100, но на этот раз «Burning Up» не вошёл и в чарт Bubbling Under Hot 100 Singles.
Однако ему удалось достигнуть третьей строчки чарта Billboard Hot Dance Club Play, а также продержаться в нём 16 недель.
В ноябре 1983 года сингл достиг нижних строчек 100-ки лучших хитов, а в июне 1984 года попал в 20-ку лучших хитов Австралии, достигнув 13-й строчки.
Также песня была использована в качестве фоновой музыки к одной из сцен фильма «Без тормозов».

## Музыкальное видео

Мадонна в видео «Burning Up», лежит на дороге в белом платье, сгорая от страсти к своему возлюбленному.

Sire Records поручила снимать музыкальное видео Стивену Баррону.
В качестве визажиста была нанята подруга Мадонны Деби Мейзар, Мариполь была стилистом, а возлюбленного в видео сыграл бойфренд Мадонны Кен Комптон.
К тому времени, когда видео было выпущено, канал MTV начал транслировать музыкальные клипы, из-за чего успех видео «Burning Up» был не столь значительным на этом канале.
В видео Мадонна поёт песню одетая в белое платье, объявляя о своей безудержной страсти к своему возлюбленному.
На ней были надеты её знаменитые резиновые браслеты, которые в действительности были ремешками от печатающей машинки.
Любовь к парню изображает её беспомощной жертвой, подобной множеству женских персонажей в немом кино.
В одном из эпизодов видео Мадонну сбивает автомобиль, за рулем которого сидит молодой мужчина, сыгранный Комптоном.
Затем, в конце видео, Мадонна сидит за рулем автомобиля с удовлетворенной и торжествующей улыбкой на лице, сама выбросив парня на обочину, тем самым давая понять, что она не жертва, а преступница — тема, которая проходит через всё её творчество.
Несмотря на то, что текст песни изображает женскую беспомощность, как в строчке «Do you want to see me down on my knees?» (рус. Ты хочешь видеть меня стоящей на коленях?), действия в видео противоречат этому.
После этой строчки Мадонна сидит на коленях на дороге перед приближающимся автомобилем.
Она откидывает голову, жестом покорности демонстрируя обнаженное горло.
Однако, тональность голоса, её взгляд, обращенный в камеру, демонстрируют жесткость и пренебрежение, которые противоречат покорности, выраженной её телом, что превращает звучащий в тексте вопрос в вызов для возлюбленного.
Во время съёмок использовался плавающий автомобиль Amphicar 1962 года.
Писатель Эндрю Мортон в его биографии о Мадонне отмечает, что это было первое видео, знакомящее Америку с сексуальным поведением Мадонны.
Роберт Клайд Аллен в своей книге Channels of Discourse сравнил видео «Burning Up» с видео «Material Girl».
Согласно его сравнению оба видео производят шокирующий эффект.
Мадонна, соответствуя своему стилю, выстраивает в них серии каламбуров и доводит ситуацию до пародийной гиперболичности.
В видео включены темы секса и религии.
Мадонна, стоящая на коленях и поющая о том как «сгорает от любви», демонстрирует традиционные идеологические основы христианства — подчиненность и беззащитность женщины, присущую ей покорность в патриархальном обществе.
Жорж-Клод Гилберт в книге Madonna as postmodern myth пишет, что в видео представление мужского образа становится неуместным, поскольку Мадонна в нём подрывает сам факт мужской сексуальности.
Её высказывание «no shame» (рус. нет стыда) было интерпретировано Джеймсом Твитчеллом в его книге For Shame, как попытка отличить себя от современных певиц того времени.

## Живое исполнение и кавер-версии

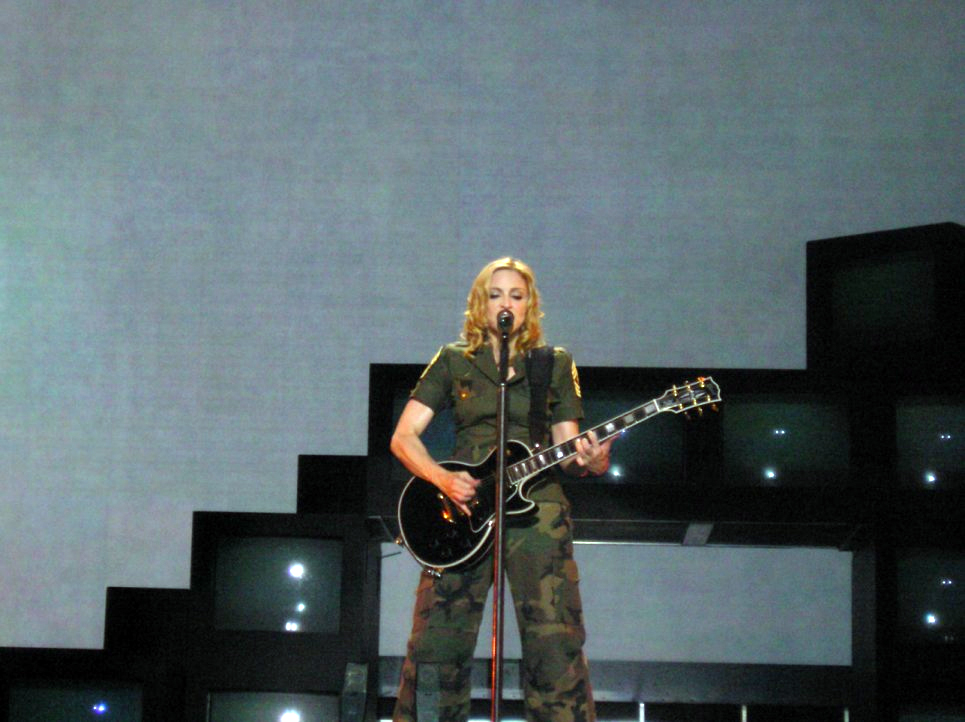
Мадонна выступает с рок-версией песни «Burning Up» на шоу Re-Invention World Tour в 2004 году.

Перед выпуском сингла Мадонна продвигала песню, выступая с ней в клубах Нью-Йорка.
К тому времени она уже была профессионалом и работала вместе с танцорами Эрикой Белл и Багзом Рилайзом.
Отыграв в многочисленных клубах и пабах Нью-Йорка Мадонна отправилась продвигать сингл в Лондон, в такие клубы как Heaven, Camden Palace, Beatroot Club а также Haçienda в Манчестере.
Однако эти выступления не были общепризнаны британской аудиторией.
Песня была исполнена во время тура The Virgin Tour в 1985 году, но не была включена в запись Madonna Live: The Virgin Tour, выпущенную Warner Home Video.
Джон Парелез из The New York Times полагал, что Мадонна во время исполнения песни изображала из себя Мэрилин Монро.
Майкл Лонгория из The Dallas Morning News назвал выступление «свежим и энергичным».
Мадонна включила песню в сет-лист тура Re-Invention World Tour 2004 года в номер, посвящённый военной тематике.
Во время выступления она была одета в военную одежду и играла на электрогитаре.
Когда она пела песню, на фоне изображались сцены войны и секса, которые были обработаны таким образом, чтобы выглядело, будто они снимались на любительскую камеру.
Келефа Саннех из The New York Times описывал выступление и фоновое видео как напоминание о тюрьме в Абу-Грейб.
Сэл Синкуемани из Slant Magazine комментировал: «Выступление было потрясающим! Надо было видеть как она играет на электрогитаре и поет классическую „Burning Up“».
Во время введения Мадонны в зал славы рок-н-ролла в 2008 году, панк-рок группа The Stooges исполнила «Burning Up» совместно с «Ray of Light».
В 2010 году Джонатан Грофф перепел песню для американского телесериала «Хор».
Его версия была включена в мини-альбом Glee: The Music, The Power of Madonna, а также была выпущена как бонус-трек в интернет-магазине iTunes Store.
Певица Бритни Спирс исполняла «Burning Up» на некоторых избранных шоу Femme Fatale Tour в 2011 году.
Во время выступления она сидела верхом на огромной блестящей гитаре, примерно 3 метра в высоту, и 6 метров в длину.
Барри Уолтерс из Rolling Stone, считал что кавер-версии, которую Спирс исполнила во время шоу, не хватает «авторитетности Мадонны».
10 июня 2011 года студийная запись кавер-версии была слита в интернет, которую Сара Малой из журнала Billboard описала как «нагламуренную, без намёка на 80-е».
5 апреля 2012 года дуэт Magic Wands представили свою кавер-версию песни в блоге RCRD LBL.

## Список композиций
| №  | Название              | Длительность |
| -- | --------------------- | ------------ |
| 1. | «Burning Up»          | 3:50         |
| 2. | «Physical Attraction» | 3:54         |

| №  | Название              | Длительность |
| -- | --------------------- | ------------ |
| 1. | «Burning Up»          | 3:41         |
| 2. | «Physical Attraction» | 6:35         |

| №  | Название              | Длительность |
| -- | --------------------- | ------------ |
| 1. | «Burning Up»          | 3:55         |
| 2. | «Physical Attraction» | 4:10         |

| №  | Название              | Длительность |
| -- | --------------------- | ------------ |
| 1. | «Burning Up»          | 3:14         |
| 2. | «Physical Attraction» | 3:30         |

| №  | Название              | Длительность |
| -- | --------------------- | ------------ |
| 1. | «Burning Up»          | 5:56         |
| 2. | «Physical Attraction» | 6:35         |

| №  | Название              | Длительность |
| -- | --------------------- | ------------ |
| 1. | «Burning Up»          | 4:48         |
| 2. | «Physical Attraction» | 6:08         |

| №  | Название                            | Длительность |
| -- | ----------------------------------- | ------------ |
| 1. | «Burning Up» (12" version)          | 5:56         |
| 2. | «Physical Attraction» (12" version) | 6:35         |

## Участники записи
Состав участников взят из буклета к альбому:
- Мадонна — вокал, автор песни;
- Регги Лукас — продюсер, гитары, драм-программирование;
- Буч Джонс[англ.] — синтезатор;
- Джон «Jellybean» Бенитес — ремикс;
- Фред Зарр[англ.] — синтезатор, электропианино и акустическое пианино;
- Дин Гант — электропианино и акустическое пианино;
- Бобби Малах — саксофон;
- Эд Уолш — синтезатор;
- Гвен Гатри — бэк-вокал;
- Бренда Уайт — бэк-вокал;
- Крисси Фейт — бэк-вокал.

## Чарты
| Чарты (1983)                     | Высшая позиция |
| -------------------------------- | -------------- |
| Kent Music Report                | 13             |
| Hot Dance Club Songs (Billboard) | 3              |